# Titaea andicola
Titaea andicola är en fjärilsart som beskrevs av Eugène Louis Bouvier 1927. Titaea andicola ingår i släktet Titaea och familjen påfågelsspinnare. Inga underarter finns listade i Catalogue of Life.